# Unidos da Capela
Unidos da Capela foi uma escola de samba criada no bairro de Parada de Lucas, Rio de Janeiro.

## História
Fundada em 15 de janeiro de 1933, foi duas vezes Campeã do Carnaval carioca, porém em ambas, dividiu o título com outras escolas. 
Localizava-se à direita da Estação de Parada de Lucas (direção Duque de Caxias). Entre seus fundadores, citamos João Lé, Businfa, Alberto de Souza Carvalho, entre outros. Foi possivelmente a primeira escola a ter, entre seus filiados, homens de cor branca.
Nasceu como equipe de futebol, teve como destaque a força de ritmo de sua bateria, que introduziu inovações de vários instrumentos, como o Prato Metálico, Tacos de Madeira e outros, que davam um som especial, e um especial, e um balanço, diferente das outras baterias.
Em 1950, sagrou-se Campeã pela União Geral das Escolas de Samba do Brasil, tendo dividido o título com a Prazer da Serrinha. No mesmo ano, foram realizados mais dois desfiles de escolas de samba paralelos no Rio de Janeiro. O da União Cívica de Escolas de Samba, vencido pela Mangueira, e o da Federação Brasileira de Escolas de Samba, vencido pelo Império Serrano.
Em 1960, chegou novamente ao título do carnaval carioca, agora já unificado, dividindo o título com Salgueiro, Império Serrano, Portela e Mangueira, consideradas as "quatro grandes" escolas até então.
Em 1963, Sagrou-se Campeã do Grupo de acesso, retornando em 1964 à elite do Carnaval Carioca. 
De cores azul e branco, que adotou de sua padroeira – Nossa Senhora da Conceição - cultuada na Capela daquela região, daí também o  seu nome.
De seus grandes carnavais apresentados, destacamos o de 1960 - "Produtos e Costumes da Nossa Terra” - que levou a Escola ao primeiro lugar.
Dentre as coisas marcantes de sua história, está um refrão que se tornou conhecido em toda parte - ”Oi Abram Alas, Deixa a Capela Passar”. A Unidos da Capela foi pioneira no Brasil, na educação de sua comunidade, tendo a sua sede utilizada para uma escola municipal de Alfabetização.
Em 1966, sua diretoria considerou que a fusão com a rival Aprendizes de Lucas, do mesmo bairro, iria fazer a escola crescer, mas ao contrário disso. Deixando de ser Unidos da Capela para Unidos de Lucas, resultado da fusão, entrou em decadência e foi rebaixada para os grupos de acesso.
Em 1997, a Unidos de Lucas homenageou a Unidos da Capela e a Aprendizes de Lucas com o enredo "Capela e Aprendizes - O Galo conta a sua história".
Algumas fontes citam o nome da escola erradamente como União da Capela.

## Premiações

### Títulos
- Grupo Especial: 1950 (UGESB) e 1960
- Grupo de Acesso A: 1963

## Carnavais
- 1939 - (14º lugar)
- 1946 - Jardim de Alá (9º lugar)
- 1947 - (7º lugar)
- 1948 - Treze de Maio (15º lugar)
- 1949 - (5º lugar)
- 1950 - (Campeã)
- 1951 - (4º lugar)
- 1953 - Presente, passado e futuro (8o lugar)
- 1954 - Brasil primitivo e moderno (12o lugar)
- 1955 - Saudações aos heróis que lutaram pela Independência (14o lugar)
- 1956 - Frases que simbolizaram uma pátria (11o lugar)
- 1957 - Petrobrás (7o lugar)
- 1958 - Brasil de Cabral a Pedro (5o lugar)
- 1959 - Petróleo do Brasil (6o lugar)
- 1960 - Produtos e costumes da nossa terra (Campeã)
- 1961 - Centenário de Rui Barbosa 1849 - 1949 (5o lugar)
- 1962 - Da expulsão dos franceses à fundação da cidade de São Sebastião do Rio de Janeiro (9o lugar)
- 1963 - (Campeã - Grupo 2)
- 1964 - Exaltação às beldades de nossa pátria (5o lugar)
- 1965 - Rio de ontem e de hoje (5o lugar)
- 1966 - 88 anos de samba (8o lugar)